# 分布性休克
分布性休克是一種因血液分布异常引起的休克，此時大量血液淤積在微血管或靜脈内，有效血液循环血量急劇減少。即使心输出量達到或超過正常水平，分布性休克仍會發生。敗血性休克就是一種分布性休克，而且敗血性休克由敗血症引起。